# IC 4803/2
IC 4803/2 је спирална галаксија у сазвијежђу Паун која се налази на листи објеката дубоког неба у Индекс каталогу.
Деклинација објекта је - 62° 3' 39" а ректасцензија 19h 0m 54,8s. Привидна величина (магнитуда) објекта IC 4803 износи 15,2 а фотографска магнитуда 16,0. IC 48032 је још познат и под ознакама ESO 141-17A, AM 1856-620, PGC 62684.